# Михаил Йосифов (музикант)
Вижте пояснителната страница за други личности с името Михаил Йосифов.
Михаил Йосифов е български музикант, композитор, аранжор и преподавател.

## Биографични данни
Роден е през 1976. На 11 години започва да свири на тромпет. Впоследствие завършва Националното музикално училище и Националната музикална академия.
Женен, с две дъщери.

## Музикална кариера
От 2009 година води собствен секстет. Във формацията участват още Димитър Льолев (тенор сакс), Велислав Стоянов (тромбон), Васил Спасов (пиано), Димитър Шанов (бас) и Димитър Димитров (барабани). Секстетът на Йосифов е и в основата на суинг проекта Сентиментъл суингърс.
Бил е част от Уикеда и Хиподил.
Йосифов е един от създателите на обединението на духови музиканти „Брас Асоциация“. То стои зад фестивала Brazzobrazzie и образователния проект „В час с Brazz“.
Преподавател по тромпет и импровизация в катедра „Поп и джаз изкуство“ на Националната музикална академия.
През 2010 е награден от Класик ФМ със „Златно перо“ за приносите си за българската култура.